# La pastorella e lo spazzacamino
La pastorella e lo spazzacamino è una fiaba dello scrittore e poeta danese Hans Christian Andersen, pubblicata per la prima volta nel 1845.
Narra la storia di due figurine di porcellana, per l'appunto una pastorella ed uno spazzacamino, innamorati reciprocamente; s'intromette però una vecchia porcellana cinese la quale afferma d'esser il nonno della pastorella, volendo farla sposare ad un satiro di mogano intagliato chiamato "il grande ufficiale e comandante in capo": i due amanti decidono allora d'abbandonare per sempre il luogo in cui vivono.

## Trama
Due figurine di porcellana, una pastorella ed uno spazzacamino, vivono fianco a fianco sopra ad un tavolo; sono felici ed innamorati. La loro storia d'amore purtroppo viene però presto minacciata dalla statuina di legno raffigurante un satiro, che vive su un mobile vicino e vuole la pastorella come propria moglie.
Il satiro comincia ad importunare una porcellana cinese, che si dice esser il nonno della pastorella, perché dia il suo consenso al matrimonio. Quando il nonno acconsente, i due innamorati sono costretti a fuggire, scendendo fino al pavimento lungo una delle gambe del tavolo.
Si nascondono poi all'interno d'un teatrino; qui vengono a sapere che la porcellana cinese è precipitata a terra nel tentativo d'inseguirli. Gli amanti in seguito si arrampicano con somma difficoltà attaccati al tubo della stufa, per poter giungere così sul tetto, finalmente liberi: prendono come guida una stella che brilla sopra di loro.
Quando la pastorella giunge all'esterno il suo sguardo si posa sulla vastità del mondo e ne rimane impaurita, tanto da voler ritornare sopra il tavolo. Lo spazzacamino tenta di dissuaderla ma infine, amandola sopra ogni altra cosa, cede al suo desiderio e la conduce nuovamente al tavolo dove si trovavano inizialmente.
Lì i due scoprono che la porcellana cinese è stata aggiustata, ma in modo tale che non possa più obbligare la pastorella a sposare il satiro contro la propria volontà. I giovani amanti sono così finalmente al sicuro per sempre.

## Adattamenti
- Paul Grimault ha adattato la storia sotto il titolo La pastorella e lo spazzacamino (1953) e Le roi et l'oiseau (1980).
- Pastushka i Trubochist, film d'animazione dello studio russo Soyuzmultfilm (1965).
- La pastorella e lo spazzacamino, episodi 13 e 14 della serie TV anime Le fiabe di Andersen (1971).
- L'album The Song Is a Fairytale (1994), del compositore danese Frederik Magle contiene brani basati sulle fiabe di Andersen, tra cui un adattamento de La pastorella e lo spazzacamino.